# Faidherbia albida
Faidherbia albida är en ärtväxtart som först beskrevs av Alire Raffeneau Delile, och fick sitt nu gällande namn av Auguste Jean Baptiste Chevalier. Faidherbia albida ingår i släktet Faidherbia och familjen ärtväxter. Inga underarter finns listade i Catalogue of Life.

## Bildgalleri

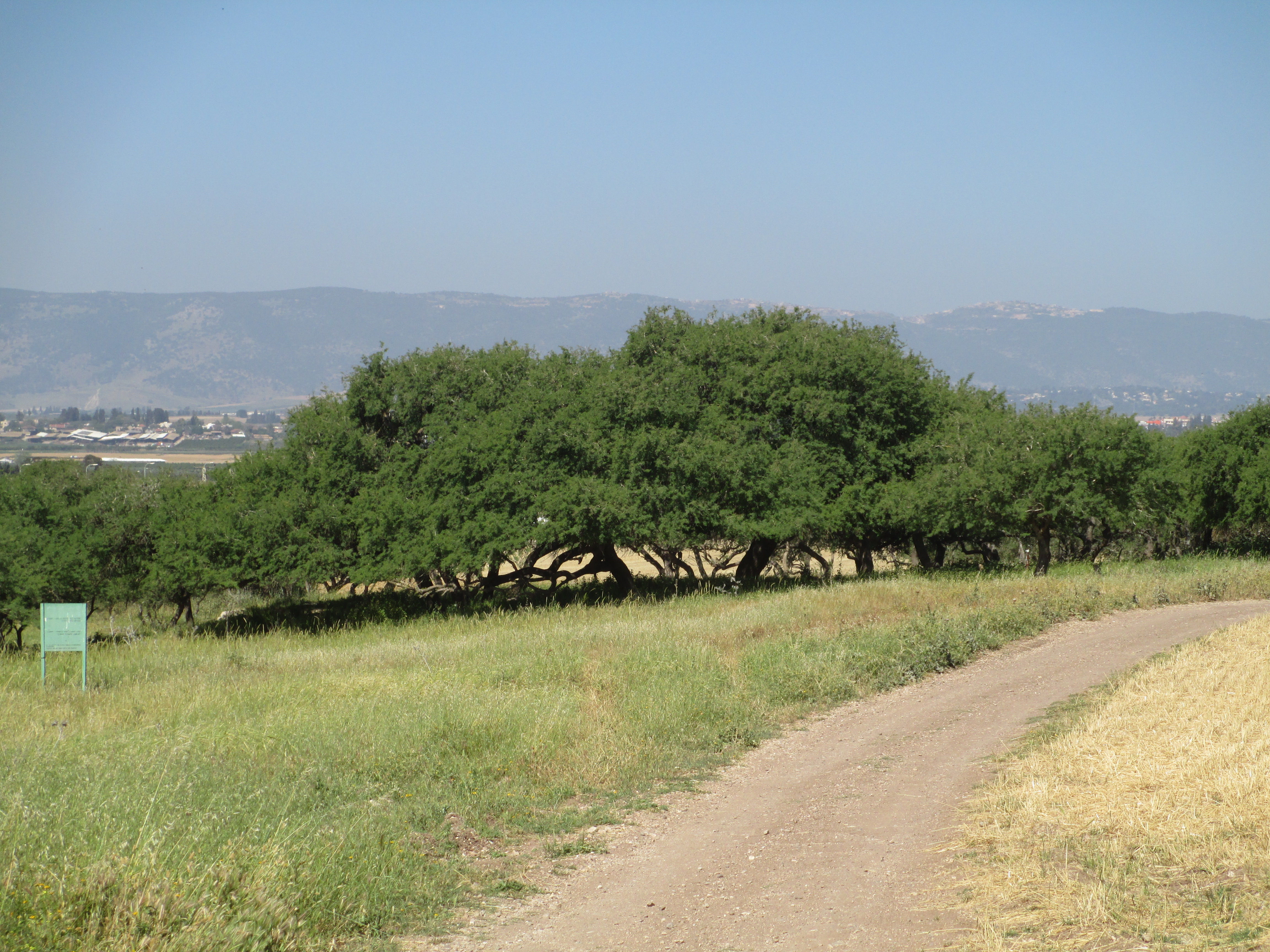
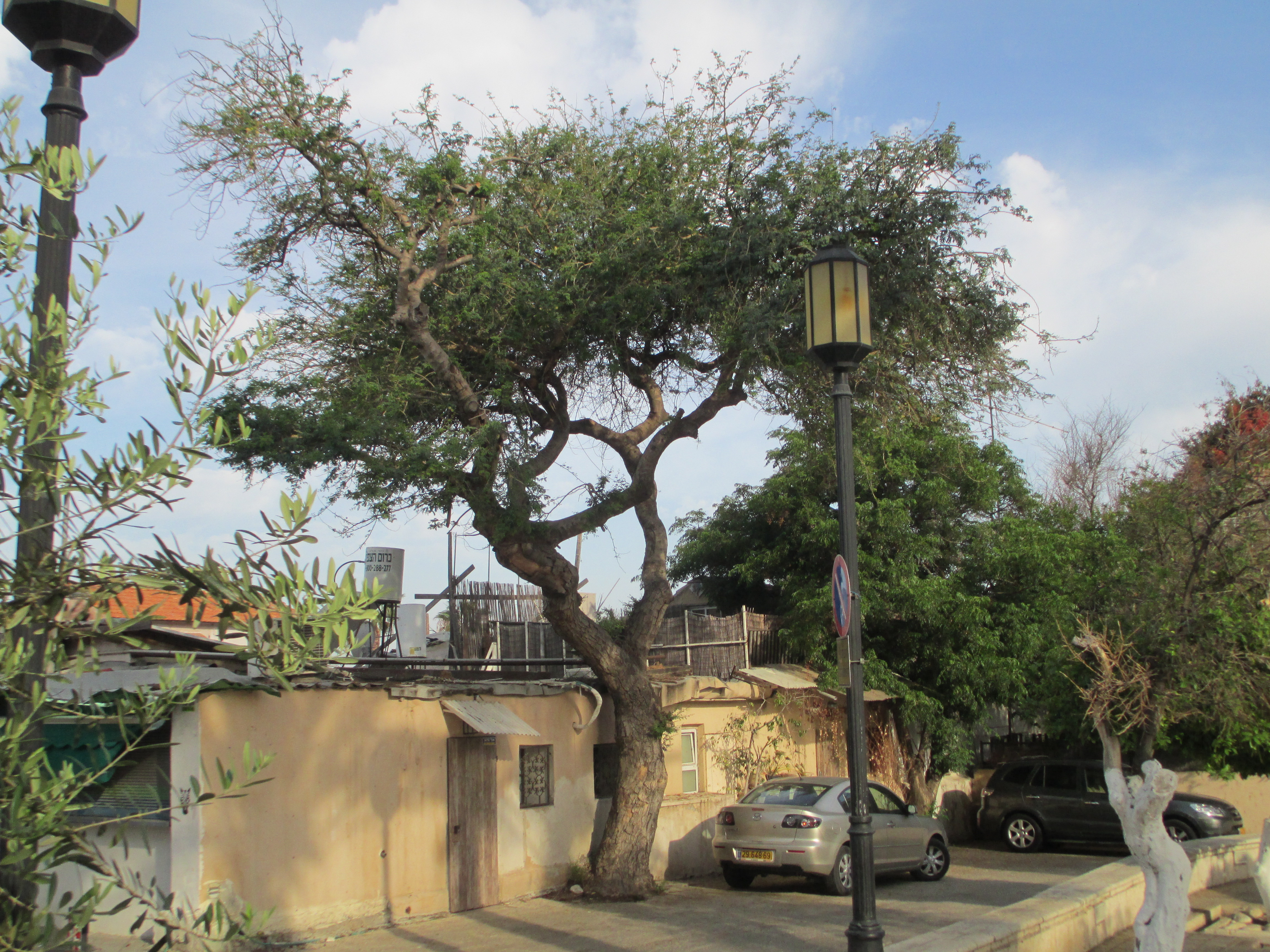
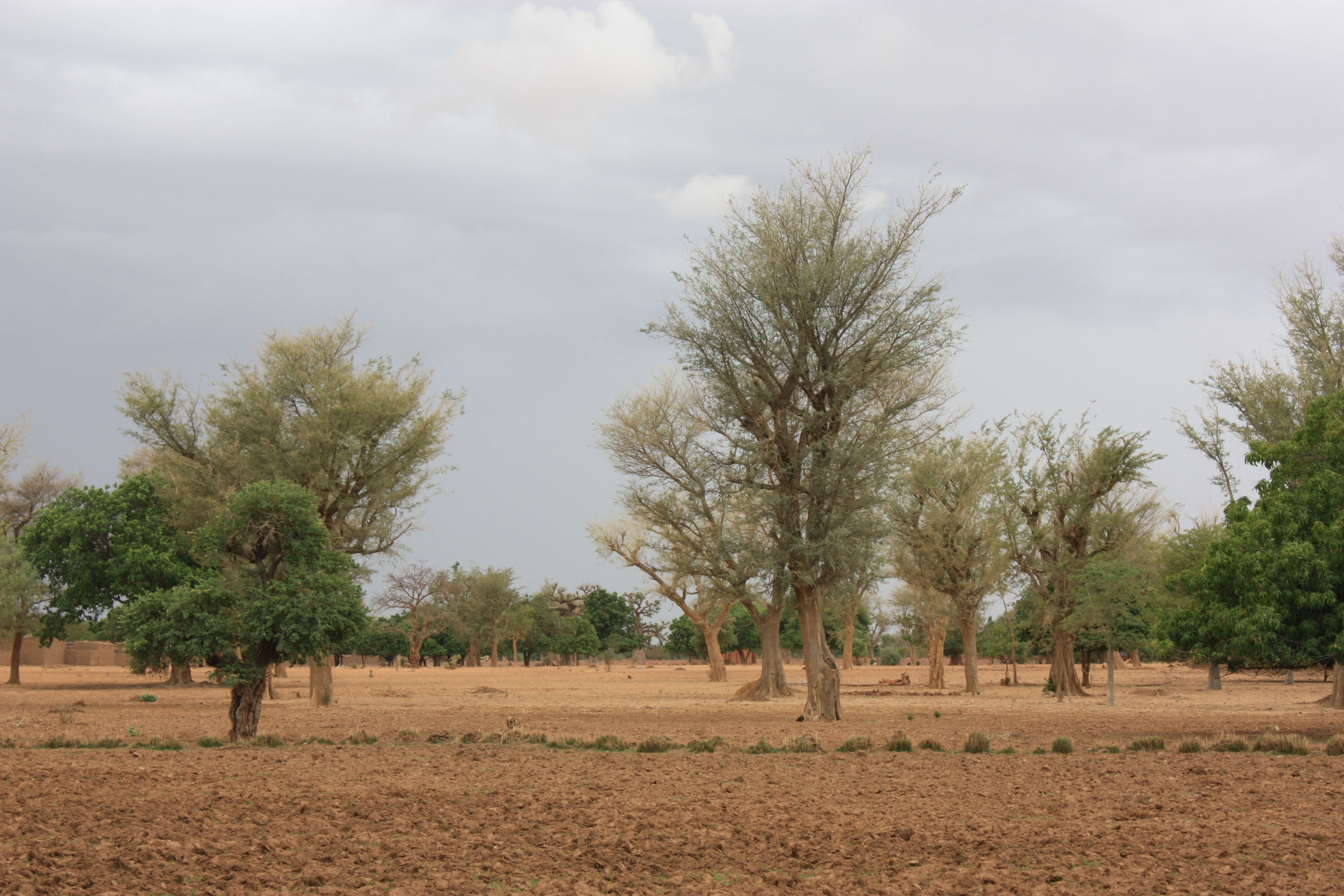
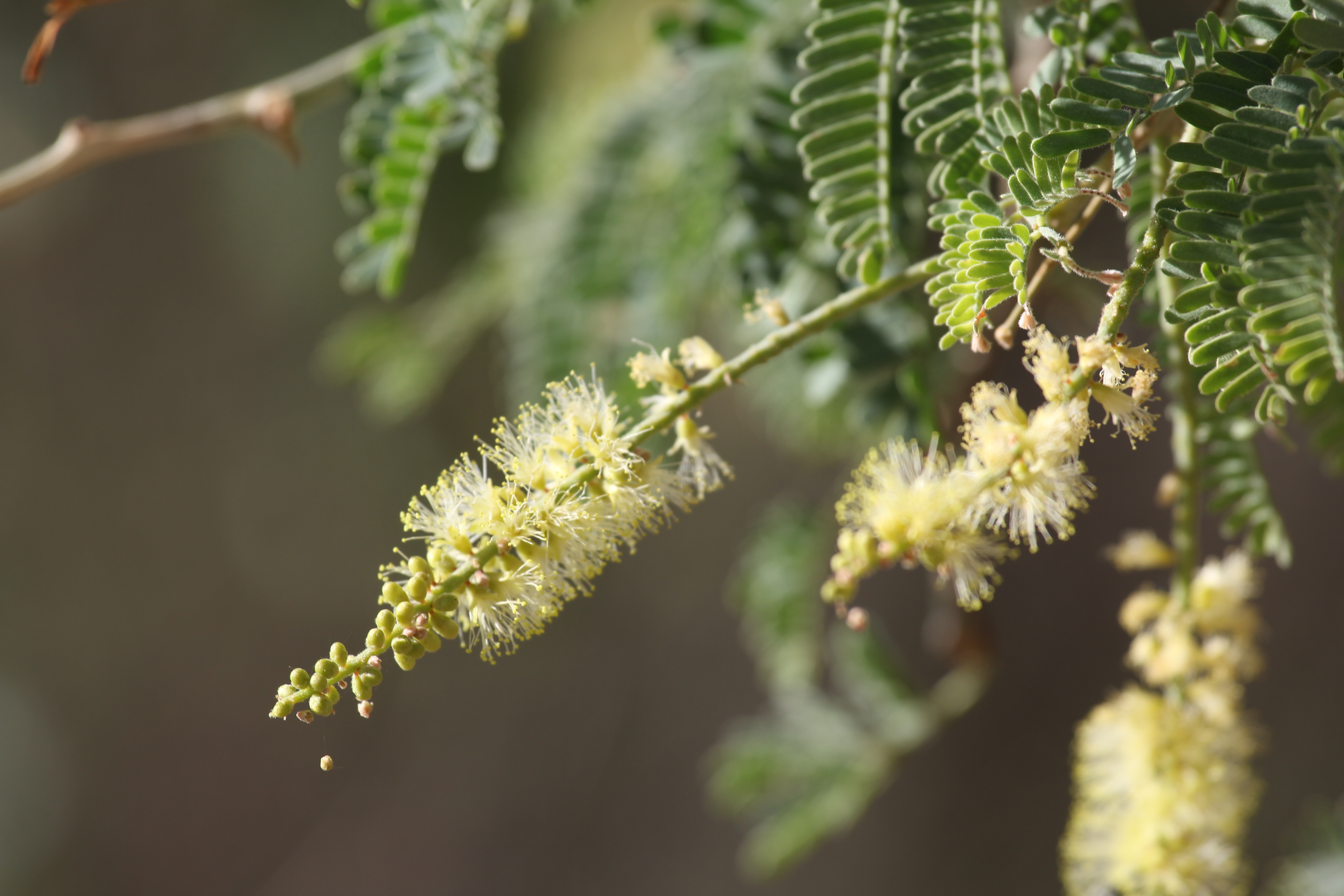
Namibia